# Marcelino Camacho

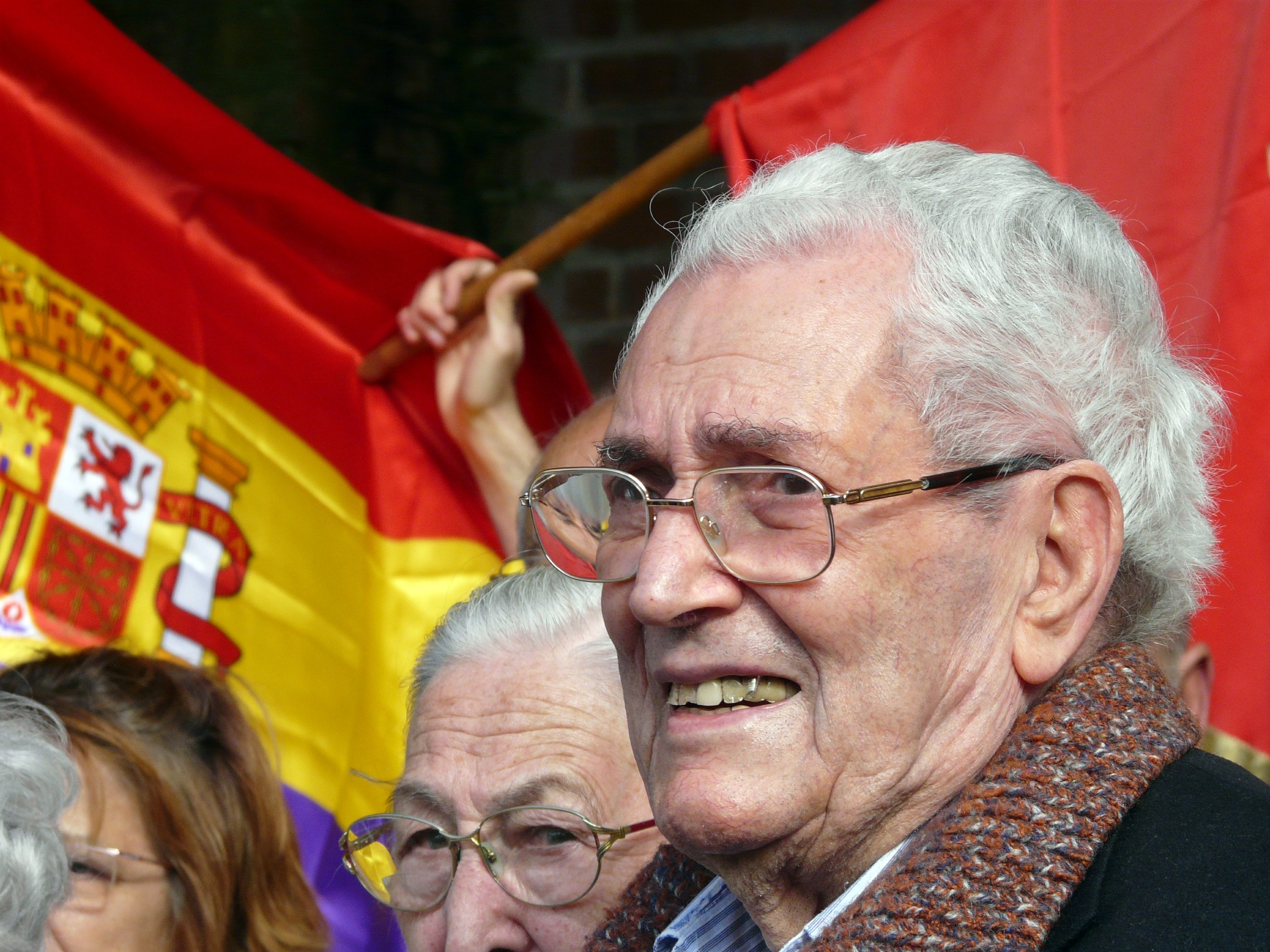
Marcelino Camacho (2008)

Marcelino Camacho Abad (* 21. Januar 1918 in Osma, Provinz Soria; † 29. Oktober 2010 in Madrid) war ein spanischer Widerstandskämpfer gegen das faschistische Franco-Regime, Gewerkschaftsführer und Politiker.
Er war einer der Gründer der Comisiones Obreras (CC.OO.), des mitgliederstärksten spanischen Gewerkschaftsbundes, und von 1976 bis 1987 deren Generalsekretär. Von 1977 bis 1981 war er Abgeordneter der Kommunistischen Partei Spaniens (PCE) für Madrid im Congreso de los Diputados (Abgeordnetenhaus) der Cortes Generales.

## Leben
1918 als Sohn eines gewerkschaftlich organisierten Bahnarbeiters in der zentralspanischen Provinz Soria geboren, war Marcelino Camacho von jung auf mit sozialistischem Gedankengut vertraut. 1935 trat er zunächst der Unión General de Trabajadores (UGT) und danach der PCE bei.
Er war noch keine 18 Jahre alt, als der Putsch Francos und der Ausbruch des Spanischen Bürgerkriegs im Jahre 1936 sein Leben für immer veränderten. Camacho kämpfte auf der Seite der republikanischen Verbände an den zentralen und südlichen Fronten gegen die Franco-Truppen. Nach dem militärischen Sieg der Franquisten tauchte er unter, wurde jedoch denunziert, gefangen genommen und 1939 zu 12 Jahren Haft verurteilt. Die Haft verbrachte er unter anderen in Straflagern in Gipuzkoa, in Peñaranda de Bracamonte und in Tanger. (Die Internationale Zone von Tanger war 1940 von Spanien annektiert und in das spanische „Protektorat“ Marokko eingegliedert worden.)
1944 gelang Camacho zusammen mit anderen Gefangenen die Flucht nach Französisch-Marokko, wo ihn französische Kolonialbeamte verhafteten. Man gewährte ihm jedoch politisches Asyl und verbrachte ihn nach Oran in Algerien. Im algerischen Exil trat er den Juventudes Socialistas Unificadas (JSU) bei. Hier lernte er Josefina Samper (* 1927 in Fondón, Almería) kennen, eine junge Kommunistin, die sich für die Rettung der spanischen Flüchtlinge und für die Unterstützung der Widerstandsbewegung in Spanien engagierte. Marcelino Camacho heiratete Josefina am 22. Dezember 1948. Am 18. Juli 1957 – nach einer Amnestie – kehrte das Paar mit seinen beiden Kindern, der Tochter Yenia und dem Sohn Marcel – ins faschistische Spanien zurück und Camacho nahm eine Arbeit als Metallarbeiter in der Motorenfabrik Perkins Hispania in Madrid auf.
In den folgenden Jahren versuchte er den Widerstand gegen das faschistische Franco-Regime zu organisieren, begann die von Franco zerschlagene Arbeiterbewegung wieder aufzubauen und formierte die CC.OO. als Gegengewicht gegen die vom Franco-Regime im Januar 1940 per Gesetz (Ley de 26 de enero de 1940 sobre Unidad Sindical) installierte Einheitsgewerkschaft.
Am 1. März 1967 wurde Camacho zusammen mit weiteren Mitgliedern der CC.OO. festgenommen und in Carabanchel inhaftiert.
Erst nach mehr als 6 Jahren wurde er im Dezember 1973 im Prozess 1001 gegen die führenden Köpfe der Arbeiterkommissionen zu 20 Jahren Haft verurteilt. Fünf Tage nach dem Tod Francos, am 25. November 1975, wurden die verurteilten Gewerkschafter von König Juan Carlos I. begnadigt.
Nachdem der Gewerkschaftsbund CC.OO. vom Staat legalisiert wurde, wurde Camacho 1977 zu ihrem ersten Generalsekretär gewählt. Er organisierte 1985 den ersten Generalstreik gegen die erste sozialistische Regierung Spaniens unter Felipe González und dessen Rentenreform. 1987 trat er aus Altersgründen vom Vorsitz des Gewerkschaftsbundes zurück und wurde ihr Alterspräsident. Camacho wurde zweimal in die Cortes gewählt.

## Ehrungen
- 2001 wurde Camacho von der Polytechnischen Universität Valencia der Ehrendoktor-Titel verliehen.

## Schriften
- Gespräche im Gefängnis: Die gewerkschaftliche Arbeiterbewegung in Spanien. In: Marxistische Taschenbücher (= Marxismus aktuell). Band 94. Marxistische Blätter, 1976, ISBN 978-3-88012-412-7.
- Memorias: Confieso que he luchado. In: Colección Memorias. Band 3. Ediciones Temas de Hoy, 1990, ISBN 978-84-7880-059-9 (spanisch).